# Thomas Wilmer Dewing

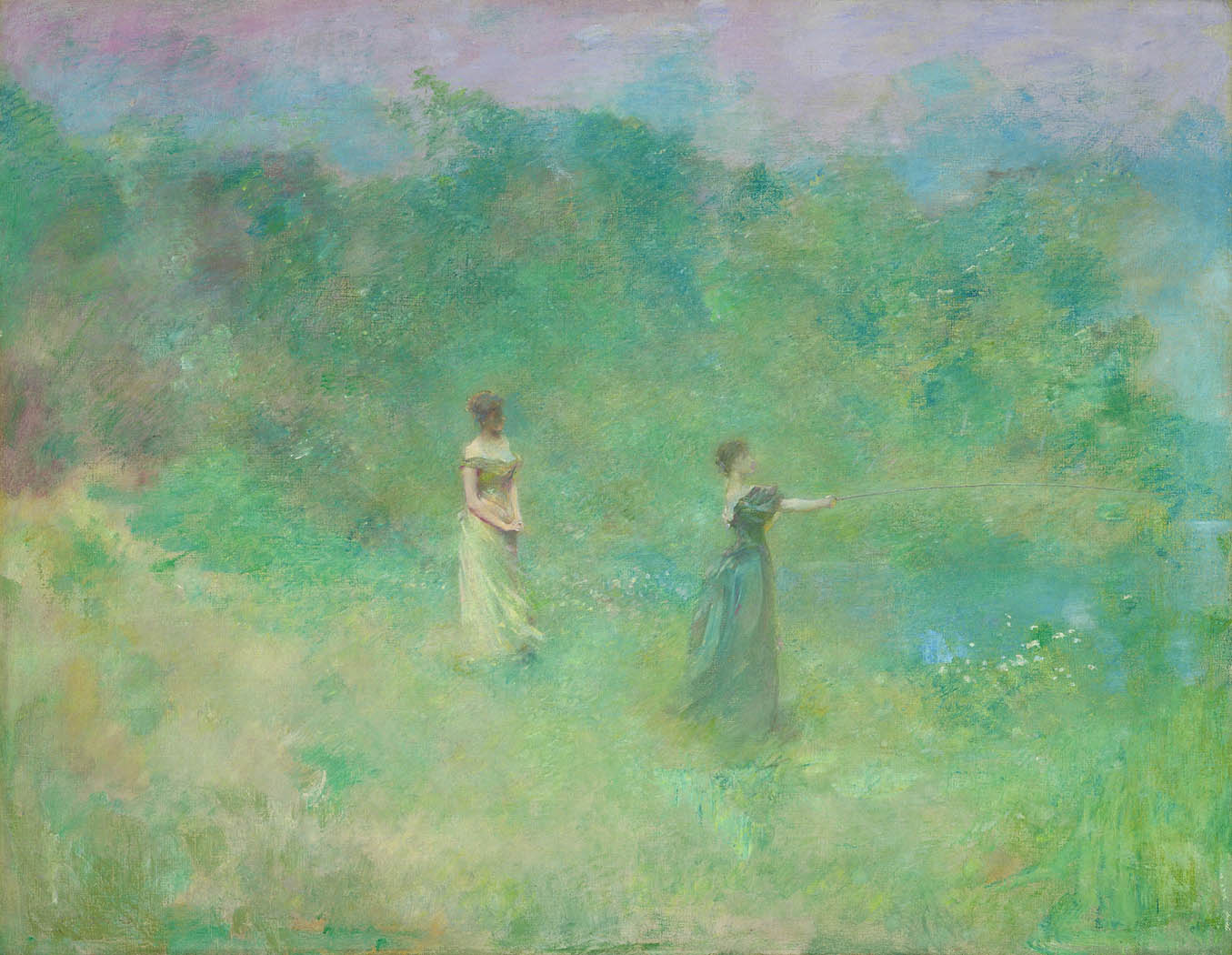
Lato, 1890, Smithsonian American Art Museum and the Renwick Gallery

Thomas Wilmer Dewing (ur. 4 maja 1851 w Newton Lower Falls, zm. 5 listopada 1938 w Nowym Jorku) – amerykański malarz impresjonista i tonalista. Członek założyciel Ten American Painters.

## Życiorys
Urodził się 4 maja 1851 roku w miejscowości Newton Lower Falls w stanie Massachusetts. W dzieciństwie przejawiał zainteresowanie rysunkiem i muzyką, zwłaszcza grą na skrzypcach. Ta ostatnia pasja w życiu dorosłym była motywem w jego dziełach plastycznych. W 1872 roku, po odbyciu praktyki w zakładzie litograficznym Dominique'a Fabroniusa , zdecydował, że chce zostać artystą. Malarstwa uczył się odwiedzając Museum of Fine Arts w Bostonie. Analizował zwłaszcza dzieła francuskiego malarza Jeana Chardina (1699–1779). Wprawiał się w rysowaniu z natury ludzkiej postaci, uczęszczając na zajęcia organizowane przez Boston Art Club. Być może uczestniczył w zajęciach rysunku anatomicznego, prowadzonych w Bostonie w latach 1874–1875 przez anatoma i artystę Williama Rimmera (1816–1879)  .
W lipcu 1876 roku wyjechał do Paryża, gdzie uczył się w prywatnej szkole malarstwa Académie Julian pod kierunkiem Gustave’a Boulanger’a (1824–1888) oraz Julesa Josepha Lefebvre’a (1836–1911), skupiając się na rysunku anatomicznym oraz modelunku. Podczas pobytu w Paryżu poznał amerykańskiego malarza Williama Merritta Chase’a (1849–1916), pod wpływem którego rozwinął zainteresowanie malarstwem hiszpańskim.
Do Stanów Zjednoczonych powrócił na początku 1878 roku i poprzez Nowy Jork udał się do Bostonu, w którym pod koniec lat 70. brał udział w kilku wystawach. Prezentował na nich obrazy powstałe pod wpływem dzieł francuskich artystów, takich jak Jean-Léon Gérôme (1824–1904) i Jean-Louis Hamon (1821–1874). W 1880 roku przeprowadził się do Nowego Jorku, gdzie nawiązał kontakt z młodymi artystami, którzy utworzyli Society of American Artists w opozycji do National Academy of Design. W tym samym roku Dewing został członkiem Society of American Artists, a w 1881 rozpoczął nauczanie w Art Students League.
W 1881 roku ożenił się z malarką Marią Oakey, dzięki której został wprowadzony do kręgu artystów tworzonego m.in. przez malarzy Abbotta H. Thayera (1849–1921) i Johna La Farge’a (1835–1910), i która miała wpływ na późniejszy styl jego malarstwa. W tym czasie prace Dewinga były regularnie pokazywane m.in. na nowojorskich wystawach. Począwszy od lat 90. specjalizował się w wyidealizowanych, intelektualnych portretach kobiecych. Inspiracją dla niego były obrazy holenderskiego artysty Jana Vermeera (1632–1675), amerykańskiego Jamesa Whistlera (1834–1903) i angielskiego Alberta Moore’a (1841–1893).
W grudniu 1897 roku zrezygnował z udziału w pracach Society of American Artists i dołączył do grupy malarzy z Bostonu i Nowego Jorku, tworząc Ten American Painters (The Ten), pomimo że prace impresjonistów z The Ten odbiegały od nurtu prezentowanego wówczas przez Dewinga – tonalizmu. W kolejnych latach aktywnie tworzył, a jego prace zdobyły uznanie kolekcjonerów, m.in. Charlesa Freera i Johna Gellatly’ego. John Gellatly nabył 31 obrazów, które później zostały w większości przekazane do Smithsonian Institution, a 27 obrazów Charles Freer, który umieścił je w swojej galerii w Waszyngtonie – Freer and Sackler Galleries.
Thomas Dewing zmarł 5 listopada 1938 w Nowym Jorku.